# Donald James Rudy
Donald James Rudy (...) è un astronomo statunitense.
Ha conseguito il dottorato nel 1987 al Caltech.  
Il Minor Planet Center gli accredita la scoperta dell'asteroide 3412 Kafka effettuata il 10 gennaio 1983 in collaborazione con Randolph L. Kirk.